# Ruth Stout
Ruth Stout (ur. 14 czerwca 1884 – zm. 22 sierpnia 1980) – amerykańska pisarka, najbardziej znana z książek o technikach ogrodnictwa niewymagających pracy ("No-Work").

## Wczesne lata
Ruth Stout urodziła się 14 czerwca 1884 w Girard w stanie Kansas. Rodzice, John Wallace Stout i Lucetta Elizabeth Todhunter Stout, byli wyznania protestanckiego (kwakierskiego), i mieli dziewięcioro dzieci. Starszy brat Ruth, pisarz Rex Stout, znany jest z serii powieści detektywistycznych Nero Wolfe.
W wieku 18 lat Ruth Stout przeprowadziła się do Nowego Jorku, podejmując tam prace jako opiekunka do dzieci, księgowa, sekretarka, menadżer i pracownik fabryki. Była też wykładowcą i koordynowała wykłady i debaty, posiadała też małą herbaciarnię w Greenwich Village i zarabiała jako fałszywy jasnowidz. W 1923 wyjechała wraz z grupą kwakrów do Rosji w celu pomocy w klęsce głodu. 
W czerwcu 1929 wyszła za mąż za Alfreda Rossitera. Rossiter, syn amerykańskiego biznesmena, urodził się w Niemczech w 1882. Jego rodzina przeprowadziła się do Nowego Jorku w 1894. W marcu 1930 małżonkowie wprowadzili się do Poverty Hollow na przedmieściach Redding w stanie Connecticut. Ruth jako pisarka używała swojego nazwiska panieńskiego, a oficjalnie nosiła nazwisko męża.

## Poverty Hollow
Rossiterowie zaczęli prowadzić wiejski styl życia po przeprowadzce do 55-akrowej (220 000 m²) posiadłości w Poverty Hollow. Fred, psycholog po Columbia University, poświęcił się swojej pasji do tradycyjnej obróbki drewna (wood turning) i wyspecjalizował się w produkcji drewnianych misek. Ruth zajęła się ogrodnictwem, i wiosną 1930 założyła swój pierwszy ogród.

## Korzenie metody ogrodnictwa bez pracy
W pierwszych latach pracy Ruth stosowała tradycyjne techniki ogrodnicze, uzyskując różne rezultaty. Musiała czekać, aż ktoś inny przyjdzie zaorać ziemię zanim będzie mogła rozpocząć prace. Osoba ta notorycznie się spóźniała, a używane maszyny i narzędzia się psuły, opóźniając prace. Stracony czas skracał i tak krótki okres wegetacyjny i wystawiał jej cierpliwość na próbę. Ponadto prace fizyczne związane z sadzeniem roślin okazały się dla niej zbyt ciężkie. Wiosną 1944 Ruth Stout postanowiła nie czekać więcej na oracza, ani nie przekopywać ogrodu samodzielnie. Zamiast tego rzuciła na ziemię nasiona i sadzonki, przysypała je warstwą ziemi, i czekała na rezultaty.

## Dalsze lata
W kolejnych latach Ruth Stout udoskonalała swoje techniki, dochodząc w końcu do stosowania całorocznego ściółkowania, które wyeliminowało całą pracę tradycyjnie stosowaną w ogrodnictwie. Jej minimalistyczne podejście stało się tematem długiej serii artykułów w czasopiśmie Organic Gardening and Farming oraz wielu książek. W 1976 nakręcono o jej ogrodzie 23-minutowy film dokumentalny Ruth Stout's Garden.
Mąż Ruth Stout, Fred, po długiej chorobie zmarł 24 listopada 1960. Jej siostra, Mary, także przez 40 lat zamieszkała w Poverty Hollow, zmarła 20 sierpnia 1977 w wieku 88 lat.

## Prace
- How to have a Green Thumb without an Aching Back: A New Method of Mulch Gardening. New York: Exposition Press, 1955
- Company Coming: Six Decades of Hospitality, Do-It-Yourself and Otherwise. New York: Exposition Press, 1958
- It's a Woman's World. Garden City, NJ: Doubleday & Co.,Inc., 1960
- If You Would Be Happy. Garden City, NJ: Doubleday & Co.,Inc., 1962
- Gardening Without Work. New York: The Devin-Adair Company, 1963; wznowienie w 2011: Norton Creek Press, ISBN 978-0-9819284-6-3
- The Ruth Stout No-Work Garden Book: Secrets of the year-round mulch method. Emmaus, PA: Rodale Press, 1971, 218 stron, (współautor: Richard Clemence), ISBN 978-0-87857-000-3
- As We Remember Mother. New York: Exposition Press, 1975, 159 stron, ISBN 978-0-682-48352-0
- I've Always Done It My Way. New York: Exposition Press, 1975, 176 stron, ISBN 978-0-682-48355-1
- Don't Forget to Smile: How to Stay Sane and Fit Over Ninety. Bookstore Press, 1990, ISBN 978-0-912846-21-7